# Schmooksberg
Der Schmooksberg, auch Schmocksberg (mit Dehnungs-c), ist ein Berg mit einer Höhe von 127,5 m ü. NHN im Landkreis Rostock in Mecklenburg-Vorpommern zwischen Teterow und Laage auf dem Gebiet der Gemeinden Plaaz und Laage.

## Lage
Der Berg liegt östlich von Plaaz und südwestlich der Diekhofer Ortsteile Drölitz und Lüningsdorf. Im Süden schließt sich der Ortsteil Neu Zierhagen der Gemeinde Lalendorf an. Der höchste Punkt der Erhebung befindet sich auf Diekhofer Gemeindegebiet.
Aufgrund der isolierten Lage ragt der Berg trotz relativ geringer Höhe auffällig über die Umgebung hinaus. Das Gebiet um den Gipfel selbst ist bewaldet, von den Flanken des Berges hat man jedoch weite Aussicht in die entsprechenden Richtungen, beispielsweise bis zum 40 Kilometer entfernten Warnemünde. Die Gegend ist trotz mehrerer Seen und kulturhistorischer Stätten (St. Bartholomäus (Recknitz), Herrenhaus Rossewitz) touristisch kaum erschlossen.

## Geschichte
Der Berg galt im Mittelalter als Hexenverbrennungsstätte. Dies gilt als eine denkbare Erklärung des Namens (vom plattdeutschen Wort für Rauch, Schmok, abgeleitet).
Die markante Lage machte ihn lange Zeit für militärische Nutzung attraktiv. So diente er bis in die 1980er Jahre der sowjetischen Armee als Radarstation.
Heute befindet sich auf dem Berg eine von bundesweit sechs SREM-Radaranlagen der Deutschen Flugsicherung. 
In der ersten Hälfte der 2000er Jahre fand in Plaaz im Sommer mehrmals das Open-Air-Festival Rock am Schmooksberg statt.